# Lago Norte
Lago Norte est une région administrative du District fédéral au Brésil.